# Relations entre l'Iran et Israël
Les relations Iran-Israël sont passées des alliances politiques étroites entre les deux pays durant l'ère de la dynastie Pahlavi, aux hostilités à la suite de la révolution iranienne en 1979.
L'histoire des Juifs persans n'a jamais été interrompue en 2 500 ans. Il existe une communauté de Juifs Mizrahim dans le territoire de l'Iran actuel, le cœur historique de l'ancien Empire perse, qui commença dès le VIe siècle av. J.-C., lors de la captivité des Juifs antiques dans la région de Babylone.
En 2005, l'Iran a la plus grande population juive du Moyen-Orient en dehors d'Israël. En outre, de nombreux Israéliens sont d'origine iranienne, comme l'ex-président d'Israël Moshe Katsav, le ministre de la Défense et ancien chef d'état-major Shaul Mofaz et la pop-star israélienne Kobi Shimoni, plus connu sous le nom de Subliminal.
En 2025, des bombardements sur l'Iran sont lancés par Israël. L'Iran répond par des tirs contre Israël. Les Etats-Unis entrent à leur tour en guerre contre l'Iran.

## Histoire

### Les relations avant la révolution, 1948-1979

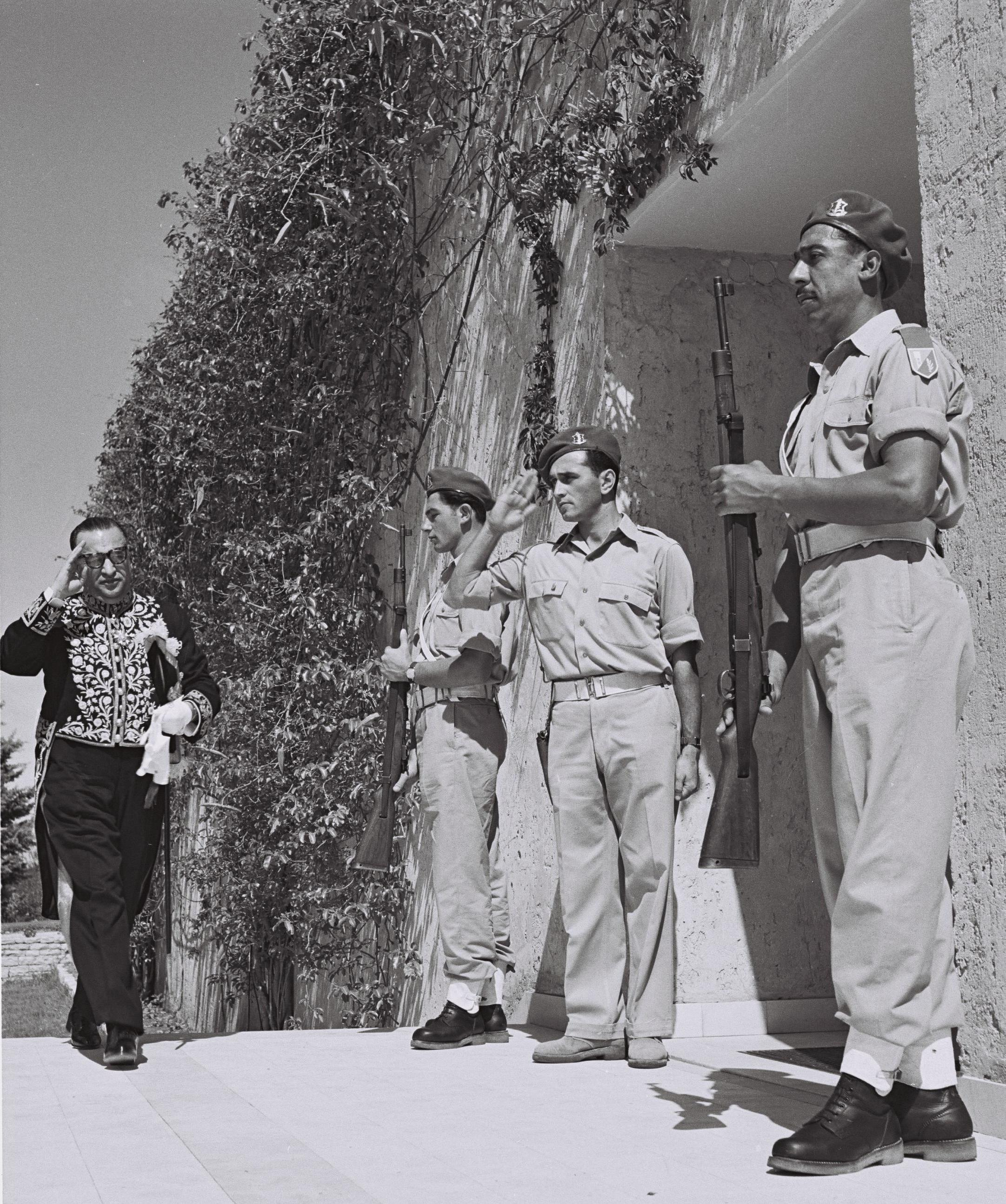
Le diplomate iranien Reza Saffinia arrive chez Chaim Weizmann à Rehovot le jour de Yom Ha'atzmaut 1950.

Depuis sa création, en 1948, et jusqu'à la Révolution iranienne, en 1979, Israël a connu des relations cordiales avec l'Iran, alors dirigé par la dynastie Pahlavi. L'Iran fut le deuxième État à majorité musulmane, après la Turquie, à reconnaître l'État d'Israël (en 1950), une reconnaissance qui sera officialisée publiquement en 1960. 
Les relations entre les deux États prospèrent après la visite de Ben Gourion à Téhéran, en 1961, qui conduit à un transfert de savoir-faire militaire par Israël en contrepartie de livraisons de pétrole iranien. Cette dynamique se confirme durant la décennie suivante, lorsque le chah entend s’imposer comme le « gendarme du Golfe » aux dépens de ses voisins arabes. Une alliance Israël-Iran se fait jour, motivée notamment par l'anticommunisme virulent du régime iranien, alors que plusieurs pays arabes se rapprochaient de l'Union soviétique. Quant au gouvernement israélien, il entend développer avec l’Iran une alliance de revers anti-arabe, quitte à encourager les ambitions du chah dans le golfe Persique.
L'Iran vota cependant en 1975 avec 72 autres pays en faveur de la Résolution 3379 de l'Assemblée générale des Nations unies, qui assimilait le sionisme au racisme. L'Iran et Israël développèrent néanmoins des liens étroits en matière militaire durant cette période. Un exemple en est le développement de projets militaires en coentreprise, tel le Projet Fleur, une tentative irano-israélienne de créer un nouveau missile balistique (1977-1979),.

### La Révolution islamique sous Khomeini, 1979-1989
Le premier à déclarer Israël ennemi de l'Islam fut l'ayatollah Khomeini durant la seconde période Pahlavi, dans sa campagne contre le Chah Mohammad Reza Pahlavi qui soutenait Israël.
Après la seconde phase de la Révolution iranienne de 1979 qui signa l'instauration de la République islamique, l'Iran rejeta sa reconnaissance de l'État d'Israël et cessa toute relation officielle avec lui. L'ambassade israélienne active à l'époque du chah fut transformée en ambassade de la Palestine. Yasser Arafat se rend à Téhéran immédiatement après la chute du régime du Chah pour une accolade historique avec l’ayatollah Khomeyni.
L'imam Khomeini déclara que la dernière journée du mois de Ramadan était le jour de Qods appelant ainsi tous les musulmans du monde à sortir manifester dans les rues contre le sionisme et Israël. En 1985, des millions d'iraniens participèrent à cette journée malgré les menaces de Saddam Hussein (soutenu à l'époque par les occidentaux contre l'Iran) dans une allocution de bombarder les manifestants.
Pourtant, pendant la guerre Iran-Irak, Israël apporte secrètement un soutien militaire à Téhéran afin d'affaiblir l'Irak. Les livraisons clandestines de pièces détachées par Israël sont alors essentielles pour une armée iranienne largement équipée en matériel américain, mais boycottée par les Etats-Unis depuis la révolution. En contrepartie, l'Iran livre du pétrole à Israël, tandis que les Juifs iraniens sont autorisés à émigrer s'ils le souhaitent, ce qu'ils font majoritairement.
Dans les années 1980, des Pasdarans sont envoyés au Liban alors sous occupation israélienne pour former des milices chiites qui deviendront le Hezbollah afin qu'elles affrontent les troupes israéliennes.

### La période Ali Khamenei (1989 à aujourd'hui)
Ali Khamenei est élu guide suprême en 1989, après la mort de Khomeini.
En 1996, durant le premier mandat de Benyamin Netanyahou à la tête du gouvernement israélien, Israël envisage de détruire les installations nucléaires iraniennes par des frappes aériennes, mais le projet n'aboutit pas. Jusqu’en 2012, Benyamin Netanyahou et son ministre de la Défense Ehud Barak, menacent à diverses reprises de procéder à ces bombardements. Ehud Barak a révélé qu'en 2010 lui et Netanyahou avaient envisagé de frapper les installations nucléaires iraniennes de Natanz et Fordo. Un projet abandonné par manque de moyens opérationnels. En 2011, un projet similaire est envisagé mais refusé par deux ministres. En 2012, le gouvernement israélien tente encore mais les États-Unis, engagés dans des discussions sur le nucléaire iranien, refusent.
En 2012, Netanyahou avertit à la tribune des Nations unies que l'Iran n'était plus qu'à quelques mois de se doter de l'arme nucléaire et affirme que seul un « danger militaire crédible » pourrait mettre en échec les recherches iraniennes. En 2015, l'accord de Vienne sur le nucléaire iranien prévoit de limiter le programme nucléaire iranien pendant au moins une décennie, le renforcement des contrôles afin de s'assurer qu'il ne soit pas destiné à produire des armes nucléaires et la levée progressive des sanctions contre l'Iran. Le gouvernement israélien dénonce cet accord comme une « erreur historique » et prévient qu'il pourrait bombarder l'Iran même sans l'accord de Washington.
Ali Khamenei qualifie Israël de « tumeur cancéreuse » en 2009 et dans un livre intitulé Palestine publié en 2011 ou 2012, précisant la seconde fois qu'elle devait être supprimée, et a assuré le soutien de l'Iran à tout groupe qui combattrait ce pays. Fin novembre 2013, il déclare qu'« Israël est voué à la disparition », en juillet 2014 il explique souhaiter cette disparition grâce à un référendum auquel participeraient à la fois les Arabes et les Juifs qui vivent en Israël en précisant : « La seule solution, c'est l'anéantissement de l'État d'Israël, mais cela ne veut pas dire la destruction des Juifs de cette région ». En septembre 2015, il a affirmé qu'Israël n'existera plus dans 25 ans. Le 22 mai 2020, Ali Khamenei affirme que la lutte pour la Palestine est un devoir islamique

#### Présidence Khatami
Lors de l'élection du président « réformateur » iranien Mohammad Khatami en 1997, certains pensèrent que l'Iran et Israël amélioreraient leurs relations. Au début, cette élection ne sembla pas changer grand chose (Khatami traita Israël d'« état parasite » et « illégal »). Cependant l'Iran dit faire la différence entre le sionisme (idée politique) et le judaïsme (religion du livre). En effet, Khatami déclara par exemple que « les Juifs seraient en sécurité » en Iran et que toutes les minorités religieuses seraient protégées. En janvier 2004, il s'adressa à un journaliste israélien qui lui demanda sur quelles bases il reconnaîtrait l'État d'Israël. On[Qui ?] pense que c'est la première fois qu'il parla avec un Israélien.

#### Présidence Ahmadinejad
En 2005, les relations entre les deux pays se tendirent en raison de l'élection surprise d'un inconnu, Mahmoud Ahmadinejad, à la tête du pays.
Le 8 décembre 2005, pendant un sommet de pays islamiques à La Mecque, il accorda un entretien à la chaîne iranienne en arabe Al Alam :

« Certains pays européens persistent à dire que durant la Seconde Guerre mondiale, Hitler brûla des millions de Juifs et les mit dans des camps de concentration. Tout historien, commentateur ou scientifique mettant en doute cela est mis en prison ou condamné. Bien que n'étant pas d'accord avec cette vision, à supposer que cela soit vrai… si les Européens étaient honnêtes, ils devraient céder quelques-unes de leurs provinces (comme en Allemagne, en Autriche, ou dans d'autres pays) aux sionistes et les sionistes pourraient alors créer leur État en Europe. Proposez un endroit en Europe et nous soutiendrons cette proposition !, »

En octobre 2005, Ahmadinejad a fait un discours à propos du droit à l'existence d'Israël qui a provoqué de nombreuses réactions. En effet, il a déclaré qu’il adhérait aux propos de l’Ayatollah Khomeini, selon lesquels « ce régime qui occupe Jérusalem doit disparaître de la page du temps » (en persan : « een rezhim-e ishghalgar-e qods bayad az safheh-ye ruzgar mahv shavad »), formule qui fut généralement rapportée en occident sous la forme « Israël doit être rayé de la carte »,. Les commentaires d'Ahmadinejad ont été condamnés par la plupart des gouvernements occidentaux, l'Union européenne, la Russie, le Conseil de sécurité des Nations unies et le Secrétaire général Kofi Annan. Les dirigeants égyptiens, turcs et palestiniens ont aussi exprimé leur inconfort face à cette remarque d'Ahmadinejad.
Une controverse sur la justesse de la traduction a ensuite vu le jour. Lors d'une conférence de presse donnée le 14 janvier 2006, Ahmadinejad a déclaré à propos de son discours d'octobre « qu'il n'y avait pas de politique nouvelle, ils ont créé tout un ressentiment autour de cette déclaration. ». En juin 2006, un éditorialiste du Guardian, Jonathan Steele a cité plusieurs persanophones et traducteurs qui ont dit que la phrase en question serait plus exactement traduite par « balayé » des « pages du temps » ou « des pages de l'histoire » plutôt que « rayé de la carte ». En réexaminant la controverse sur la traduction, un éditeur du New York Times, Ethan Bronner a fait observer que « toutes les traductions officielles » des commentaires, dont celle du ministère des Affaires étrangères iranien et du bureau du président « se réfèrent à balayer Israël bien loin ».
En juillet 2008, lors d'un congrès sur le tourisme à Téhéran, le vice-président iranien Esfandiar Rahim Mashaei (en) déclare : « Aucune nation au monde n'est notre ennemie. L'Iran ne veut faire la guerre à aucun pays et L'Iran n'a fait que se défendre lors de la guerre Iran-Irak ».

#### Présidence Rohani
Le physicien Mohsen Fakhrizadeh-Mahabadi, chef du département de la recherche nucléaire en Iran, est assassiné par balles le 27 novembre 2020, ainsi que son chauffeur. Dans les jours qui suivent, le ministre iranien des Affaires étrangères ainsi que l'ambassadeur d'Iran auprès des Nations unies dénoncent cet assassinat et déclarent « avoir des indices sérieux de l'implication d'Israël ». Le New York Times indique le 28 novembre qu'un « responsable américain - ainsi que deux autres responsables du renseignement - ont déclaré qu'Israël était derrière l'attaque contre le scientifique ». Cinq autres scientifiques iraniens travaillant sur le programme nucléaire ont été assassinés en treize ans.

#### Frappes israéliennes en Syrie
Depuis 2011, Israël a mené plusieurs centaines d'attaques contre des forces iraniennes ou pro-iraniennes stationnées en Syrie, et contre l'armée régulière syrienne.
Ainsi par exemple le 20 avril 2020, Tsahal annonce avoir bombardé des positions iraniennes : 9 combattants iraniens et/ou pro-Iran sont tués, en représailles l'Iran lance des cyberattaques contre le système hydraulique israélien.
En 2022, le président américain Joe Biden et le Premier ministre israélien Yair Lapid signent un engagement commun pour refuser à l'Iran l'accès à l'arme nucléaire.
Le 22 juillet 2022, selon l'Observatoire syrien des droits de l'homme (OSDH), un raid qui a détruit un "dépôt d'armes iranien" a tué six personnes et fait dix blessés ; les frappes auraient « visé une installation de renseignement de l'armée de l'air et le bureau d'un officier de haut rang. ».
En octobre 2022, Israël effectue plusieurs raids aériens, dont un le 27 octobre sur des dépôts d'armes près de Damas au cours duquel 4 combattants pro-iraniens sont tués.

#### Escalade des tensions depuis 2023
Les tensions et affrontements entre Israël et l'Iran vont croissant depuis le début de la guerre de Gaza en octobre 2023.
Le 25 décembre 2023, l'un des principaux commandants des Gardiens de la Révolution iranienne, Razi Moussavi, est tué en Syrie dans une attaque aérienne israélienne. Le 20 janvier 2024, cinq membres des Gardiens de la Révolution, dont deux hauts responsables, sont tués à Damas dans une frappe aérienne israélienne.
En avril 2024, Israël bombarde le consulat d'Iran à Damas, faisant seize morts dont huit Iraniens. L'Iran riposte avec l'envoi d'environ 300 missiles et drones sur Israël, ce qui constitue la première opération militaire iranienne visant directement Israël depuis la fondation de la République islamique en 1979. Israël riposte en attaquant le système de défense antimissile iranien.
Le 31 juillet 2024, le chef politique du Hamas palestinien, Ismaël Haniyeh, est assassiné dans une résidence dans le nord de Téhéran, après avoir assisté à la cérémonie d'investiture du nouveau président iranien, Massoud Pezeshkian. Israël revendique la responsabilité de l'attaque quelques mois plus tard.
Le 27 septembre 2024, Israël bombarde le quartier général du Hezbollah dans la banlieue de Beyrouth. Le dirigeant du Hezbollah libanais, Hassan Nasrallah, est tué ainsi qu'un général iranien.
Le 1er octobre 2024, l'Iran lance une frappe sur Israël en riposte à l'assassinat d'Hassan Nasrallah et d'Ismaïl Haniyeh ainsi qu'à l'invasion du Liban par Israël. L'armée israélienne mène ensuite une série de frappes contre des installations militaires iraniennes.
Le 13 juin 2025, des attaques israéliennes sont lancées contre diverses cibles iraniennes.

## Relations commerciales
En 1998, l'homme d'affaires israélien Nahum Manbar (en) est condamné à 16 ans de prison en Israël pour avoir commercé avec l'Iran. Au cours de l'enquête, « des centaines de sociétés » ont été accusées d'avoir effectué des transactions illégales avec l'Iran.
Au milieu de l'année 2011, à la suite d'une controverse au sujet de liens commerciaux entre Israël et les États-Unis, ces derniers appliquèrent des sanctions à la compagnie israélienne Ofer Brothers Group pour avoir vendu des navires à l'Iran via un pays tiers. Plusieurs navires de la compagnie avaient également mouillé dans des ports iraniens.
À la veille de la journée d'Al-Qods en mai 2020, le parlement iranien vote une loi interdisant toute coopération avec Israël. selon le site d’information semi-étatique Fars toute coopération avec « le régime sioniste » doit désormais être considérée comme « égale à la haine envers Dieu et à la corruption sur terre »,

## Relations militaires
Israël fut impliqué dans l'armement de l'Iran avant la guerre Iran-Irak et avant la révolution islamique de 1979 cependant ces projets furent interrompus lorsque l'imam Khomeini arriva au pouvoir en 1979 :
- Le projet "Fleur" Tzur, collaboration croisée entre l'Iran et Israël, visait à développer « un missile mer-mer très performant, version améliorée du missile américain Harpoon, avec une portée de 200 km »[29].
- Le ministre de la Défense israélien, le général Ezer Weizman, et le vice-ministre iranien de la Guerre, le général Hassan Toufanian (en), ont parlé de la coproduction du missile balistique israélien Jéricho 2, nom de code Project Flower [30].

D'après le rapport des Commissions d'enquête du Congrès américain sur l'affaire Iran-Contra publié en novembre 1987, « la vente d'armes américaines à l'Iran par Israël interposé commença à l'été 1985 après accord du président Reagan ». Ces ventes comprenaient 2008 missiles TOW et 235 pièces détachées-kits pour missiles Hawk furent expédiées en Iran via Israël en échange de quoi l'Iran libérerait les hauts diplomates américains que le Hezbollah retenait en otage au Liban.
Le journal The Observer a estimé que les ventes d'armes d'Israël à l'Iran durant sa guerre contre l'Irak totalisèrent 500 millions de dollars par an, et le Time Magazine a déclaré que « tout au long des années 1981 et 1982, les Israéliens ouvrirent des comptes bancaires suisses pour traiter la partie financière de ces accords » en échange de quoi la république islamique d'Iran libérerait des diplomates, journalistes occidentaux retenus en otage par des groupes pro-Iran tels que l'organisation du Jihad Islamique et le Hezbollah.
Le gouvernement israélien entendait favoriser le prolongement de la guerre afin de voir deux ennemis s'affaiblir et détourner l’attention de l’opinion publique du problème palestinien. Le quotidien Haaretz, résumant ainsi l’opinion des dirigeants israéliens, écrit : « Mieux vaut pour Israël que cette guerre continue le plus longtemps possible ».

## Plans de guerre israéliens contre l'Iran
Un journal écossais déclara en novembre 2003 qu'Israël « avertissait qu'il était prêt à entreprendre une action militaire unilatérale contre l'Iran si la communauté internationale ne faisait rien pour mettre fin au développement d'armes nucléaires dans les installations d'énergie atomique de ce pays ». Il cita le ministre israélien de la Défense, Shaul Mofaz, qui déclara « qu'en aucune circonstance Israël ne tolèrerait que l'Iran possède l'arme nucléaire ».
En décembre 2005, un journal britannique rapporta que le Premier ministre israélien Ariel Sharon avait ordonné à l'armée d'Israël de préparer des plans d'attaque contre les sites d'enrichissement d'uranium en Iran en mars 2006, sur la base d'estimations du renseignement israélien prévoyant que l'Iran serait capable d'obtenir l'arme nucléaire d'ici 2 à 4 ans. On a prétendu que le commandement des forces spéciales était en état de préparation maximum à une attaque (stade G) en décembre. On rapporte qu'Ariel Sharon déclara « Israël - et pas seulement Israël - ne peut accepter un Iran possédant l'arme nucléaire. Nous sommes en mesure de traiter cette affaire et nous nous préparons activement à être prêts pour une telle situation ».
Dan Haloutz, le chef d'état-major militaire israélien répondit « 2 000 km » lorsqu'on lui demanda jusqu'où Israël était prêt à aller pour arrêter le programme d'énergie nucléaire iranien.
Seymour Hersh affirma également que des civils du département de la Défense des États-Unis, dirigés par Douglas Feith (en), ont travaillé en collaboration avec des planificateurs et consultants israéliens pour développer et affiner le potentiel d'armes nucléaires et chimiques et le choix de cibles à atteindre par des missiles en territoire iranien.
On estime qu'Israël possède de 200 à 400 armes nucléaires, mais il n'existe aucune confirmation ni infirmation ni aucune autre information quant à la décision de les utiliser dans les opérations supposément en préparation.
Le 8 mai 2006, le vice-Premier ministre, Shimon Peres, déclara dans un entretien accordé à Reuters que « le président iranien doit savoir que l'Iran peut aussi être rayé de la carte » (rapporté par la Radio des Forces armées). Peres, lauréat du prix Nobel de la Paix, se vit sévèrement et inhabituellement critiqué par un analyste de la télévision israélienne, Yoav Limor, pour avoir parlé de détruire un pays,.

## Réactions iraniennes face à la menace israélienne
Le ministre iranien des Affaires étrangères, Manouchehr Mottaki, a déclaré qu'Israël ne pouvait pas lancer une attaque car il est toujours en train de récupérer de ses pertes subies lors du conflit israélo-libanais de 2006. Le chef iranien des Gardiens de la Révolution, Mohammad Ali Jaffari, a déclaré qu'Israël était à portée des missiles iraniens et que l'Iran fermerait le détroit d'Ormuz, et priverait ainsi le monde des deux cinquièmes des ressources en pétrole. Il a aussi déclaré que « si Israël attaquait la souveraineté et l'indépendance de l'Iran, ce dernier se défendrait selon les règles du droit international.»
L'Iran peut fermer ce détroit ou obstruer le trafic pendant un mois ou plus, et toute tentative des États-Unis pour le rouvrir signifierait une escalade dans le conflit.

## Financement du Hamas et du Hezbollah par l'Iran
Depuis 1979, l'Iran s'est engagé à soutenir tout groupe qui combattrait Israël et le sionisme. L'Iran soutient plusieurs groupes militaires et politiques qui ont affronté Israël militairement. Ce soutien se présente sous plusieurs formes:
- un soutien financier (avec l'envoi d'argent)
- un soutien formatif (avec l'entrainement de soldats et d'experts militaires)
- un soutien militaire (avec l'envoi d'armes, de munitions, de missiles et de roquettes)

L'Iran fournit une aide politique et militaire à différents groupes militaires palestinien comme le Hamas et le Jihad islamique palestinien.
L'Iran finance aussi le Hezbollah, assure sa formation militaire, politique, diplomatique et lui fournit des armes,. Selon un rapport publié en février 2010, le Hezbollah aurait reçu 400 millions de dollars de l'Iran.